# Gobanício
Gobanício (em latim: Gobannitio) é um Arverno notável, tio de Vercingetórix que fez caçar Gergóvia quando este último começa a querer se unir a revolta dos Carnutes em 52 A.C. . 
Parece que o nome de Gobannitio deriva do termo gaulês goben-que significa ferreiro e deve ser mantido junto de Goibniu, o deus-ferreiro dos Tuatha Dé Danann na  mitologia celta irlandesa. 

## Artigos conexos
- Vercingetórix
- Arvernos